# Гаєво (Курська область)
Гаєво (рос. Гаево) — село в Фатезькому районі Курської області Російської Федерації.
Населення становить 86 осіб. Входить до складу муніципального утворення Русановська сільрада.

## Історія
Населений пункт розташований на території українського етнічного та культурного краю Східна Слобожанщина.
Від 2004 року входить до складу муніципального утворення Русановська сільрада.

## Населення
| 1979 | 2002 | 2010 |
| ---- | ---- | ---- |
| 205  | ↘116 | ↘86  |